# Richard L. Nolan
Richard L. Nolan (* 28. April 1940) ist seit 2003 Professor für Management and Organization an der  University of Washington Michael G. Foster School of Business in Seattle. Von 1991 bis 2003 war er Professor in  Harvard. 
Richard Nolan ist durch viele Veröffentlichungen zum Thema IT und Management bekannt. In seiner  Stufentheorie hat er die Entwicklung der Informationstechnologie in Unternehmen kategorisiert (mehr als 10 Jahre vor dem Capability Maturity Model). Einige Paper hat er zusammen mit F. Warren McFarlan veröffentlicht.
Richard Nolan war Gründer (1977) und bis 1991 Vorsitzender der IT-Beratungsfirma Nolan  Norton & Company (gekauft von KPMG 1987, 2002 übernommen von Atos Origin). Richard Nolan ist seit 1998 Direktor im Aufsichtsrat von Novell.